# Trunk Island
Trunk Island är en ö i Bermuda (Storbritannien).   Den ligger i parishen Hamilton, i den centrala delen av landet, 7 km nordost om huvudstaden Hamilton.
Terrängen på Trunk Island är varierad. Öns högsta punkt är 7 meter över havet.